# Hylomyrma praepotens
Hylomyrma praepotens är en myrart som beskrevs av Kempf 1973. Hylomyrma praepotens ingår i släktet Hylomyrma och familjen myror. Inga underarter finns listade i Catalogue of Life.